# Харідвар (округ)
Харідвар (гінді हरिद्वार, англ. Haridwar) — округ індійського штату Уттаракханд із центром у місті Харідвар, розташований в регіоні Ґаргвал.

## Населення
Харідвар найбільш населений округ штату, його населення — 1,44 млн мешканців станом на 2001 рік.